# Publi Corneli Escipió (cònsol 16 aC)
Publi Corneli Escipió (en llatí Publius Cornelius Escipió) va ser un magistrat romà. Era fill de Publi Corneli Escipió (Publius Cornelius Scipio) i d'Escribònia i, per tant, fillastre de l'emperador August. Formava part de la gens Cornèlia i era de la família dels Escipió.
Va ser elegit cònsol l'any 16 aC junt amb Luci Domici Aenobarb.